# 金特·拜尔
金特·拜尔（德語：Günter Beier，1942年3月2日—），德国男子竞技体操运动员。他曾获得1968年夏季奥运会体操比赛男子团体全能铜牌。他在该届奥运会也参加了数个个人小项，最好名次是男子跳马的第15名。